# Dover (ort i Australien)
Dover är en ort i Australien. Den ligger i kommunen Huon Valley och delstaten Tasmanien, i den sydöstra delen av landet, omkring 54 kilometer sydväst om delstatshuvudstaden Hobart.
Trakten är glest befolkad. Närmaste större samhälle är Geeveston, omkring 18 kilometer nordväst om Dover. Genomsnittlig årsnederbörd är 920 millimeter. Den regnigaste månaden är juli, med i genomsnitt 114 mm nederbörd, och den torraste är februari, med 49 mm nederbörd.